# جون سيلي تاونسند
جون سيلي إدوارد تاونسند (بالإنجليزية: John Sealy Townsend)‏ (7 يونيو 1868 - 16 فبراير 1957) هو فيزيائي رياضياتي وبروفيسور الفيزياء في جامعة أوكسفورد، أجرى دراسات مختلفة في مقاومة الغازات (بالنظر لحركة الإلكترونات والأيونات) وحساب شحنتها الكهربائية مباشرة.

## روابط خارجية
- جون سيلي تاونسند على موقع الموسوعة البريطانية (الإنجليزية)
- جون سيلي تاونسند على موقع الموسوعة البريطانية (الإنجليزية)
- جون سيلي تاونسند على موقع إن إن دي بي (الإنجليزية)